# Ana Lúcia Menezes
Ana Lúcia Alves de Menezes (Recife, 22 de janeiro de 1975 – Rio de Janeiro, 20 de abril de 2021) foi uma atriz, dubladora e diretora de dublagem brasileira.

## Biografia
O pai de Ana Lúcia, Raimundo Grangeiro de Menezes, trabalhava como mixador no estúdio Herbert Richers quando foi informado em 1988 que precisavam de dubladores crianças. Ana Lúcia, que já tinha feito teatro na escola, se interessou junto de uma irmã que não durou muito na dublagem, e se manteve na profissão por mais de três décadas, chegando a também se tornar diretora de dublagem. Também foi lutadora de taekwondo, chegando a competir em torneios da International Taekwondo Federation e ganhar um bronze no mundial de 1997. Teve uma filha, Bia, que também se tornou dubladora.
Foi indicada duas vezes ao Prêmio Yamato, considerado o Óscar da dublagem brasileira. Em 2004, como Melhor Dubladora (Chihiro – A Viagem de Chihiro), e Melhor Dubladora Coadjuvante em 2005 (Koto – Yu Yu Hakusho). Em 2010, recebeu o Prêmio Yamato de Melhor Dubladora de Anime, como a Misa Amane, de Death Note.
Ana Lúcia tornou-se conhecida, entre outras dublagens, por ter dublado a atriz Maite Perroni em novelas como Rebelde, Cuidado com o Anjo, A Gata e Triunfo do Amor. Numa das vezes em que Maite veio ao Brasil, Ana Lúcia chegou a conhecê-la.

### Morte
Em 2020, Ana Lúcia foi infectada pela covid-19, mas conseguiu se recuperar. Em 13 de abril de 2021, Ana Lúcia passou mal em sua casa no Rio de Janeiro, sendo socorrida pela família e por uma vizinha. Ela foi levada inicialmente para um hospital no bairro da Tijuca, onde morava; e em seguida foi transferida para uma clínica no bairro da  Gávea devido a necessidade de cirurgia. Ana Lúcia havia sofrido um Acidente Vascular Cerebral (AVC) e passou por uma cirurgia de emergência no dia 13 e uma segunda cirurgia cinco dias depois. A família de Ana, para pagar as cirurgias, organizou uma doação pela internet, que contou com o apoio de outros dubladores e fãs. Mas, na manhã de 20 de abril de 2021, Ana Lúcia morreu devido a complicações causadas pelo AVC. Segundo os médicos, o AVC que ela teve foi causado por uma trombose no cérebro, sendo que essa trombose provavelmente foi causada pela covid-19 que Ana teve em 2020.

## Dublagens
- Alice em Alice no País das Maravilhas e Alice Através do Espelho[13]
- Susy Ovelha em Peppa Pig[13]
- Chihiro em A Viagem de Chihiro[7]
- Koto em Yu Yu Hakusho[16]
- Margaret em Apenas um Show[17]
- Misa Amane em Death Note[18][19]
- Toph em Avatar: The Last Airbender
- Dulce Maria em Carita de ángel[20]
- Po em Teletubbies[20]
- Kira Ford (Dino Trovão Amarela) em Power Rangers Dino Trovão[20]
- Vada em Meu Primeiro Amor[20]
- Maite Perroni em Rebelde (Lupita), RBD: La Familia (May), Cuidado com o Anjo (Marichuy/Malú), Meu Pecado (Lucrécia), A Gata (Esmeralda)[21] e Triunfo do Amor (María Desamparada)
- Sophie Sheridan em Mamma Mia![22] e Mamma Mia! Here We Go Again[23]
- Sam Puckett em iCarly e Sam & Cat[1]
- Esther em A órfã (Orphan)
- Ahsoka Tano em Star Wars: The Clone Wars[24] e Star Wars Rebels[25]
- Morgan Matthews em O Mundo é dos Jovens
- Hilda em Hilda (Primeira voz)